# 박병헌
박병헌(朴炳憲, 1928년 ~ 2011년 3월 7일)은 대한민국의 동포 활동가, 기업인이다. 호는 청송(靑松).

## 생애
경상남도 함양군 출신. 초등학교(12세) 때 도일. 메이지대학교 법학부 졸업. 동 대학원 경제학 전공. 한국전쟁에 재일학도의용군으로 참전. 재일민단 총무국장, 사무차장, 감찰위원, 부단장을 거쳐 1985년과 1988년 제38, 39대 재일본대한민국민단 단장 역임. 1973년 대성전기(현 대성엘틱) 창업. 재일한국투자협회 설립. 신한은행 출범에 참여. 1987년 세계한인회장대회의 모태인 해외한민족대표자회의의 설립을 주도했다. 1988년 서울올림픽 당시에는 일본에서 후원회를 결성, 성금 525억원을 정부에 전달했다. 1981년 운암장회회를 설립해 연 395명에게 장학금을 지급하는 등 고향 함양을 위해서도 봉사했다. 경남 함양군 백전면 평정리에 묻혔다.

## 수상
- 보국훈장 삼일장
- 대통령 방위 무공훈장
- 체육훈장 청룡장
- 국민훈장 모란장
- 무궁화장